# Галактически футбол
„Галактически футбол“ (на френски: Galactik Football) е френски анимационен сериал, копроизводство на Alphanim, France 2, Jetix и Welkin-Animation. Сюжетът следва историята на футуристичен отбор – Снежните деца (или Сноу Кидс) – който се опитва да спечели Галактическата футболна купа за тяхната родна планета Акилиан, с помощта на флуида – мистична енергия, специфична за всяка планета.
Шоуто е излъчено за първи път на английски език на сателитния канал Jetix Великобритания през лято 2006, за да кореспондира със Световното първенство по футбол. Първото излъчване е използвано, за да подпомогне Детската купа на Jetix 2007.
На 20 юни 2007 Jetix Европа обявява, че „Галактически футбол“ е готов за започване на втори сезон от 26 епизода заради Евро 2008. Вторият сезон започва в Англия на 5 април 2008 с нови епизоди, въпреки че уеб сайтът Jetix Великобритания казва, че започва на 4-ти с два нови епизода.

## Сюжет

### Преди петнадесет години
Мачът между Сенките и националния отбор на планетата Акилиан е близо до края. Вижда се как Нората окуражава брат си Арч (звезда – нападател и капитан на отбора), преди да отстъпи. Арч отива напред да прави свободен удар, но тогава горе се чува експлозия. Всеки е притеснен и разчита на небесата да видят наближаващата лавина, отбелязвайки началото на Ледената епоха на Акилиан и краят на Дъха, флуида на Акилиан. Тази лавина е по причина на Сони Блекбоун и Кламп, но Кламб не знае, защото е загубил паметта си, но Сони Блекбоун го разпознава след 15 години.

### Настояще
След 15 години бившият капитан на отбора „Снежните деца“ намира нови играчи. Тези играчи са се родили по време на заледяването на Акилиян и за това притежават „Дъха“. Новите играчи са:
Ди`джок, Микро айс, Рокет, Тран, Ахито, Синед, Тиа и Мей. Но Артегор кани Синедд да се присъедини към „Сенките“ и той приема. Артегор вижда, че Тиа е заплаха за него и решава да наеме някой, за да я убие. Първият мач е срещу „Ломбас“ и „Snow kids“ загубват с 2:1.

## Герои
- Рокет – e най-силният играч на отбора „Snow kids“, син на Нората и племенник на Арч. След заледяването майка му заминава, за да работи като актриса а Рокет си мисли, че е мъртва. Нората не приема добре че Рокет иска да се занимава с футбол и става футболист, но след като се среща с майка му, той решава да го подкрепи. Заслужено става капитан на отбора, след като изучава играта на другите отбори и открива пропуски и слаби места. Когато другите играчи разбират за роднинската му връзка с Арч, странят от него и се заяждат, а той решава да изчезне. Тогава Тиа отива да го търси заедно с Ди`жок и Микро-Аис, и Рокет се връща. Рокет спасява Тия, но използва и Дъхът, а е забранено извън терена за игра. Арч попита кой го е направил и Рокет си признава, а Арч му забранява да го използва, но вместо това той си тръгва. Неговият номер в отбора е 5.
- Ди'Джок – син на Сони. В първи сезон се сближава с Мей. Става капитан на отбора „Снежните деца“, след като Рокет изчезва. Номер 9 в отбора. Неговият удар достига 120 км в час.
- Тран – Брат на Ахито. Защитник в отбора на „Snow kids“. Когато брат му се разболява той намира нов вратар – Юки. Неговият номер е 2.
- Микро-Айс – Той е най-младият играч в „Snow kids“, най-добрият му приятел е Ди'Джок. Играе като нападател. Неговият номер е 3.
- Марк – появява се през втори сезон на мястото на Рокет. Носи номер 6.
- Ахито – Вратарят на „Snow kids“. По време на всички мачове от първи сезон той постоянно спи. Във втори се разболява от мистериозна болест, замества го Юки, неговата братовчедка. Неговият номер е 1.
- Мей – Тя е красиво момиче. В първи сезон иска да стане нападател за да бъде известна, но треньорът Арч не ѝ позволява. В края на първия сезон се сближава с Ди'Джок. В трети сезон се разделя с Ди'Джок и отива при Синед и става играч на Сенките (Shadows). Нейният номер е 7.
- Тиа – В началото Артегор иска да я убие, но не успява. Тя от малка играе футбол. Тъй като нейните родители постоянно пътуват, тя е била отгледана от нейната гувернантка. Нейният номер е 4.
- Юки – Братовчедка на Тран и Ахито. В началото е вратар на „Snow kids“, но по-късно в сериите замества Тия в мача срещу Райкърс и отбелязва гол. Играе с номер 8.
- Синед – Той е нападателят на „Сенките“. В началото на пързия сезон играе в „Snow kids“, но отказва да играе със съотборниците си и в мача срещу „Уомбас“ Арч го изкарва от игра във второто полувреме. След играта Артегор му предлага да се премести в неговия отбор, той приема и започва да използва флуида на „Сенките“. Неговият номер е 11, същият номер като на Артегор Нексос.
- Арч – Треньорът на „Snow kids“ се стреми да спечели Галактическата купа и да възвърне „Дъхът на Акилиан“.
- Сони Блекбоунс – Шеф на пиратите, баща на Ди-Джок, но не го знае в началото. Мисли, че синът му е мъртъв. Когато го разбира, се старае да прекарва повече време с него.
- Артегор Нексос – треньор на „Сенките“. Бивш приятел и съотборник на Арч. Към средата на 2. сезон става помощник-треньор на „Snow kids“.
- Кели Мистик – журналистка. Отразява победите на „Snow kids“ през 1 сезон, а през втори е вече една от водещите на Аркадия Нюз.
- Нората – баща на Рокет и брат на Арч.
- Техноит
- Сенките(Шадаус)(Shadows)- техен треньор е Артегор Нексос – стар играч на Шадаус. На финала на 1 сезон се изправят срещу „Snow kids“, но губят играта.
- Кламп – помощник на Арч.

„Снежните деца“ са единствените девет, които още имат флуида „Дъхът на Акилиан“, защото са родени по време на ледниковата епоха на Акилиан.

## В България
В България сериалът започва на 26 юни 2008 г. по Канал 1 всеки делник от 14:55. На 29 юни няма излъчен епизод. Редовното излъчване на първи сезон завършва на 4 август, като само последният епизод е на 25 август. Ролите се озвучават от Живка Донева, Ася Рачева, Стефан Димитриев, Цанко Тасев и Радослав Рачев.
На 3 юни 2008 г. започва излъчване на първи сезон по Jetix. В края на месец май 2008 г. започва премиерата на втори сезон. Дублажът е на Медиа Линк. Ролите се озвучават от Ася Братанова, Иван Райков (в първи сезон), Христо Узунов (във втори), Живко Джуранов и Ангел Генов.